# Gârdoaia, Mehedinți
Gârdoaia este un sat în comuna Florești din județul Mehedinți, Oltenia, România.